# Chengyang (sockenhuvudort i Kina, Ningxia Huizu Zizhiqu, lat 35,82, long 106,78)
Chengyang är en sockenhuvudort i Kina. Den ligger i den autonoma regionen Ningxia, i den nordvästra delen av landet, omkring 300 kilometer söder om regionhuvudstaden Yinchuan. Antalet invånare är 15 352. Befolkningen består av 7 843 kvinnor och 7 509 män. Barn under 15 år utgör 25,0 %, vuxna 15-64 år 66 %, och äldre över 65 år 8,0 %.
Runt Chengyang är det ganska tätbefolkat, med 199 invånare per kvadratkilometer. Närmaste större samhälle är Honghe, 9,3 km sydväst om Chengyang. Trakten runt Chengyang består till största delen av jordbruksmark.
Genomsnittlig årsnederbörd är 710 millimeter. Den regnigaste månaden är september, med i genomsnitt 159 mm nederbörd, och den torraste är december, med 1 mm nederbörd.